# Дзендзелевка
Дзендзеле́вка (укр. Дзендзелівка; до 2025 года — Дзензелевка) — село в Уманском районе Черкасской области Украины.
Население по переписи 2001 года составляло 1736 человек. Почтовый индекс — 20141. Телефонный код — 4748.

## Местный совет
20141, Черкасская обл., Маньковский р-н, с. Дзензелевка